# 韓府儀衞司
韓府儀衞司是明代的一個衛所。衛指揮正三品。屬陝西都司，是韓王府的護衛衛所，是儀衞司的一所。